# Ufersicherung
Ufersicherungen dienen zum Schutz von Bauwerken, baulichen Anlagen oder Nutzflächen vor Schäden als Folge von Erosion, Böschungs- oder Geländebruch an Gewässerufern ausgelöst durch Wasserdruck, Wasserströmungen und / oder Wellenschlag.

## Einwirkungen auf Ufer
Einwirkungen auf Ufer entstehen an Fließgewässern durch schnell fließende Wasserströmungen vor allem bei Hochwasser. Hierdurch werden Schub- oder Schleppspannungen an Ufern und an der Gewässersohle ausgelöst, die zu Erosionen führen können.
An den Ufern großer Fließgewässern oder Standgewässern kann Erosion durch Wellenschlag bei Sturm oder bei vorbeifahrenden Schiffen entstehen.
Zusätzlich kann die erodierende Wirkung durch Treibholz oder Treibeis verstärkt werden.
Ufersicherungen sind Einwirkungen aus Erddruck, Wasserdruck, Auflasten durch angrenzende Gebäude oder Fahrzeuge ausgesetzt. Vor allem bei sinkenden Wasserständen nach einem Hochwasser kann Wasserdruck und Auftrieb bei den noch hohen Grundwasserständen entstehen. Diese Einwirkungen können zu Böschungsbruch oder Geländebruch führen.

## Arten von Ufersicherungen und ihre Funktion
Die Planung von Ufersicherungen sollte interdisziplinär erfolgen und setzt Wissen und Erfahrung in den Bereichen Wasserbau, Geotechnik und Ingenieurbiologie voraus. Aspekte des Umwelt- und Gewässer- und Naturschutzes sowie eine Kosten-/Nutzeneffizienz sind zu berücksichtigen. Naturnahe Lösungen haben Vorrang.

### Uferböschungen
Auf flachen Uferböschungen sind kostengünstige naturnahe Ufersicherungen möglich. Auf geeigneten Uferstandorten i. d. R. oberhalb der Mittelwasserlinie ist die Ansiedlung einer stabilisierenden Ufervegetation sinnvoll. Dabei können zur Ufersicherung folgende Typen von Zielvegetation eingesetzt werden:
- Rasen: Rasen als Ufersicherung verursacht geringe Fließwiderstände und ermöglicht die Sicht auf das Gewässer. Daher sind Rasenböschungen vor allem für Ufer in Ortslagen geeignet.

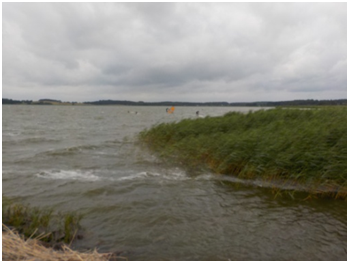
Breiter Röhrichtsaum als Uferschutz

- Röhricht: Breite Röhrichtsäume auf flachen Ufern eignen sich an stehenden Gewässern oder an großen Fließgewässern im Flachland als Schutz vor Einwirkungen durch Wellenschlag. Es können hochwertige Biotopstrukturen entstehen.

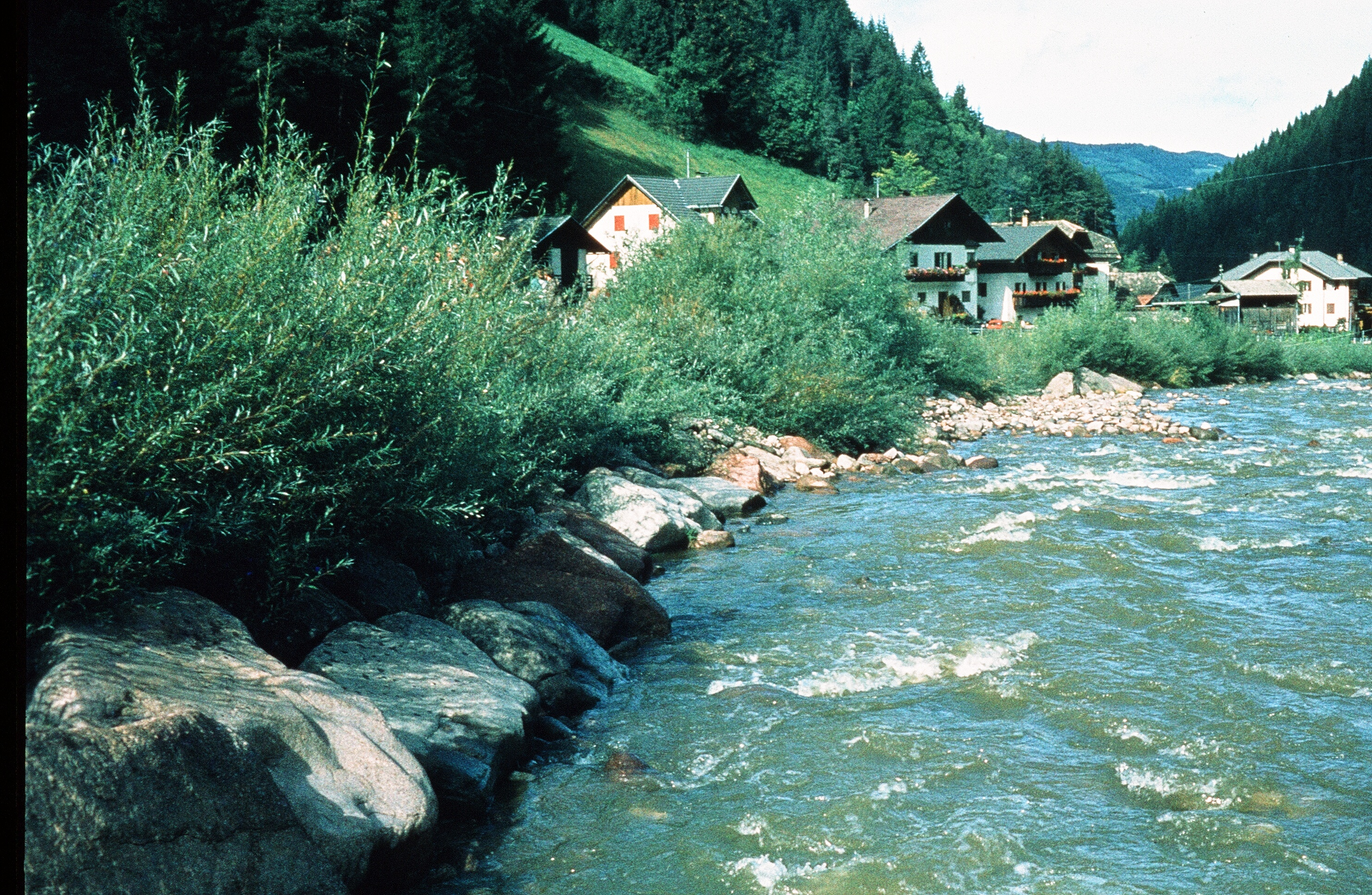
Strauchweidensaum oberhalb des Steinsatzes am Ufer eines alpienen Flusses

- Sträucher: Strauchgürtel bremsen die ufernahe Fließgeschwindigkeit und den Wellenschlag bei Hochwasser sehr deutlich. Boden und steinige Sicherungen wurden durch Wurzelwerk verfestigt.

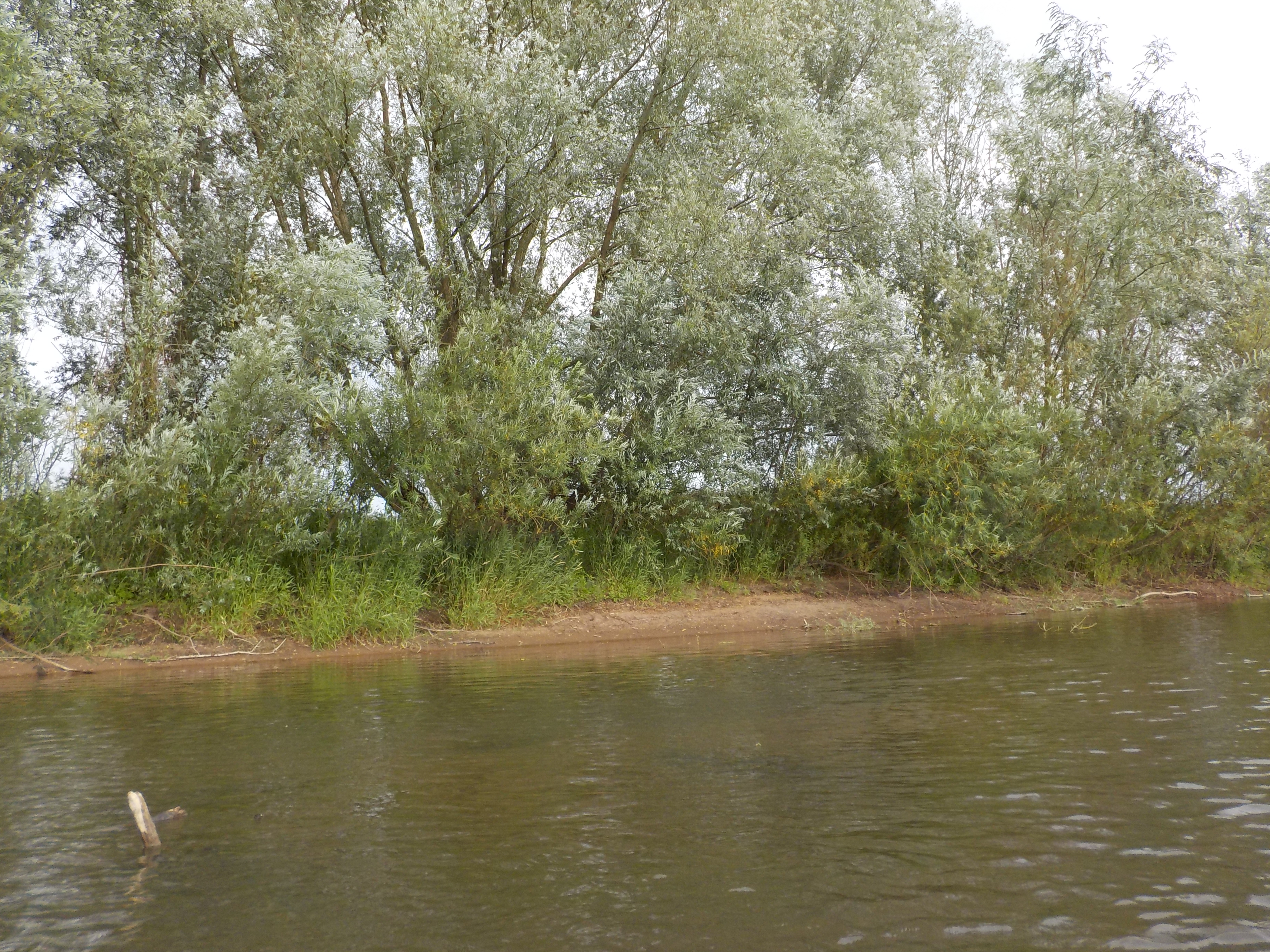
Ufergehölzsaum aus Baumweiden an der unteren Aller

- Ufergehölzsäume: Durch Ufergehölzsäume kann eine langfristige Ufersicherung mit gewässertypischen Baum- und Straucharten erfolgen. Das Ufer wird durchwurzelt, die Hochwasserströmung gebremst. Ufergehölzsäume gehören an vielen Gewässern zu den naturnahen Gewässerstrukturen.[5]

Die Effekte der ingenieurbiologischen Sicherungen auf den Hochwasserabfluss müssen vor allem in Ortslagen hydraulisch untersucht und ggf. durch Profilaufweitungen berücksichtigt werden (DIN 19657). In der freien Landschaft bewirkt die Bremsung des Hochwasserabflusses durch Uferbewuchs sowie durch Maßnahmen der Gewässerrevitalisierung eine frühere Ausuferung und eine leichte Verzögerung der Hochwasserwelle.

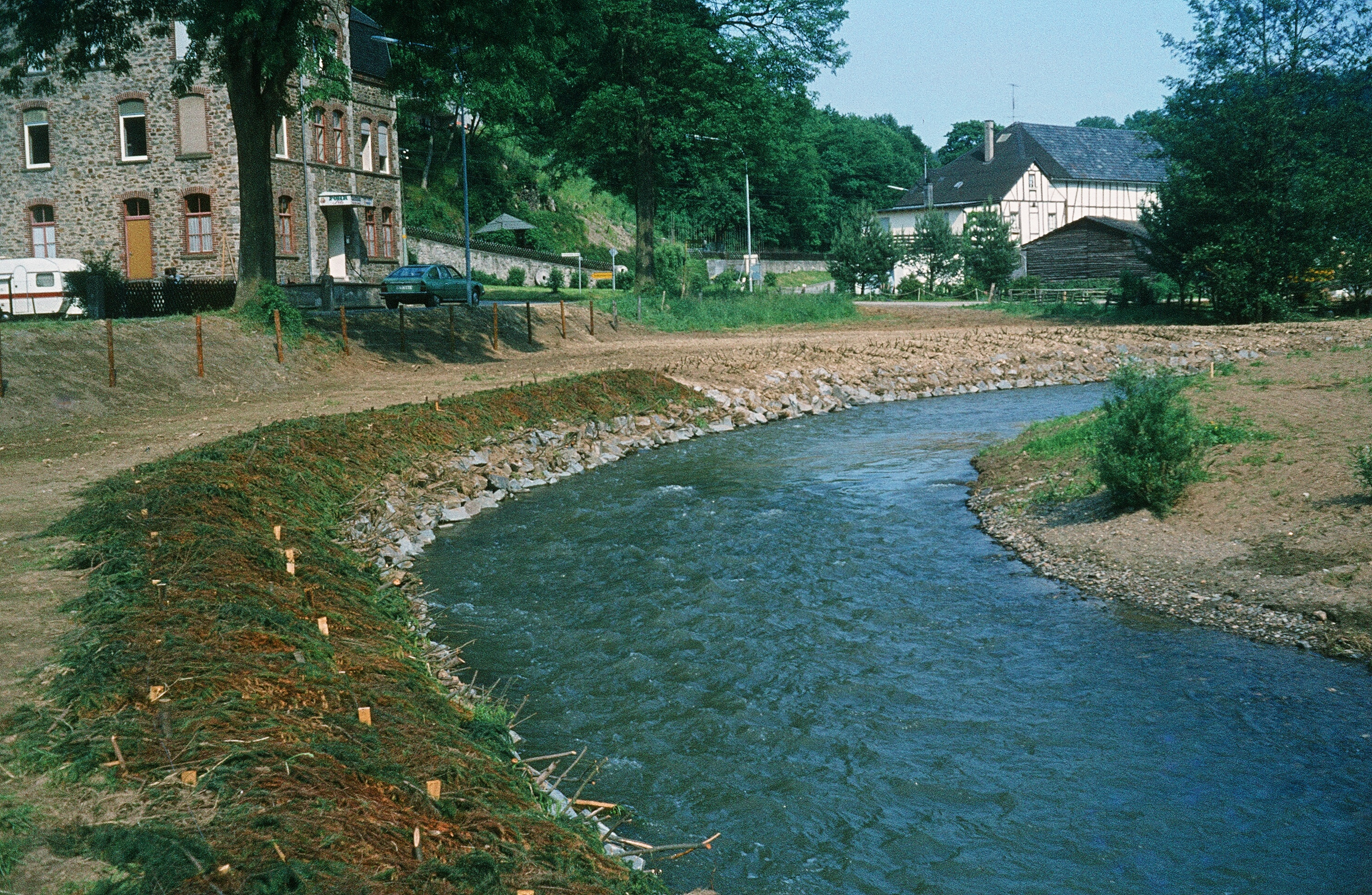
Reisiglage oberhalb eines Steinsatzes zum Schutz der Gehölzanpflanzung vor Erosion

Bei Ingenieurbiologischen Ufersicherungen erfolgt die Auswahl einer Zielvegetation unter Berücksichtigung der Aspekte Hochwasserabfluss, Sicherungswirkung, Gewässerökologie, Naherholung und Unterhaltungsaufwand. Zur Ansiedlung der Vegetation gehören auch provisorische Sicherungsbauweisen z. B. mit Holz, Reisig oder Pflanzenfasern. So werden z. B. Kokosgeflechte zum Schutz von Ansaaten oder Andeckungen von Rasensoden eingesetzt. Faschinen oder Reisiglagen dienen zum Schutz von Gehölzanpflanzungen.

### Ufersicherung mit Natursteinen, Holz oder Reisig (DIN 19657)
Ufersicherungen aus Natursteinen der Region eignen sich für Ufer unterhalb der Mittelwasserlinie, für besonders strömungsexponierte Prallufer und Bereiche, in denen nicht mit einer vitalen heimischen Ufervegetation gerechnet werden kann.
Holz und Reisig eignet sich für die Sicherung von Uferbereichen, die ständig unter Wasser bleiben z. B. in Form von Faschinen oder Pfahlreihen sowie für vorübergehende Sicherungen von Ufern, die später durch Vegetation gesichert werden sollen z. B. Reisiglagen oder Holzkrainerwände.

### Stützbauwerke wie Ufermauern und Uferwände
Stützbauwerke an Ufern werden als geotechnische Bauwerke gemäß DIN EN 1997, Schmidt u. a. 2013 unter Berücksichtigung der besonderen Anforderungen des Wasserbaus (DIN 19657) geplant und gebaut. Dabei wird u. a. die Sicherheit gegen Kippen, Grundbruch und Geländebruch sowie gegen hydraulischer Grundbruch, Erosionsgrundbruch und Unterspülung untersucht.
Traditionell wurden zur Ufersicherung in Ortslagen häufig Ufermauern eingesetzt. Die Gründung erfolgte an Gebirgsflüssen häufig auf Steinschüttungen, im Flachland auf Pfahlrosten. In Gebirgstälern sind Mauern aus Natursteinen als Trockenmauern oder mörtelgebunden üblich. Übergänge zwischen Uferböschungen und Mauern bilden steile gepflasterte Böschungen (Schoklitsch 1962). Abgelöst wurden die traditionellen Mauertypen durch Schwergewichtsmauern aus Beton, Winkelstützwände aus Stahlbeton, Mauern aus Drahtsteinkästen (Gabionen) und Trockenmauern aus großen Felsblöcken (Steinschlichtungen) (Grundbautaschenbuch).

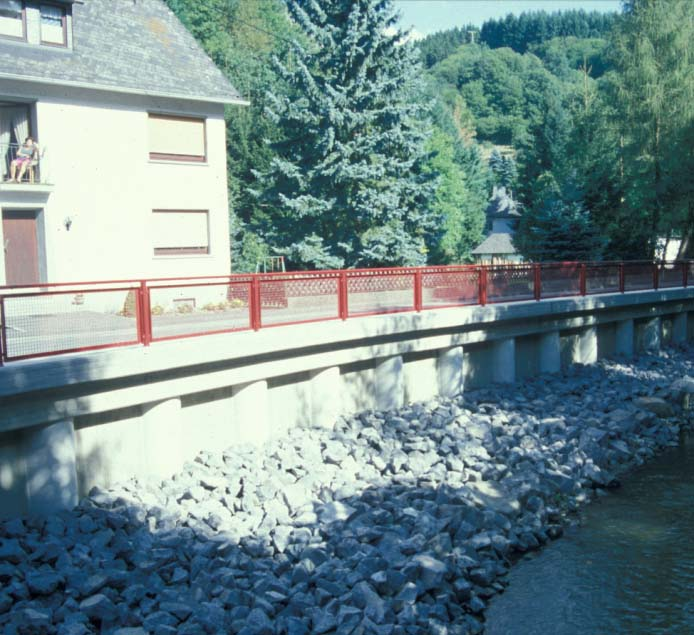
Bohrpfahlwand zur Sicherung der Straße mit den Ver- und Entsorgungsleitungen

Wichtige Aspekte bei Planung und Bau von Ufermauern sind der Schutz vor Unterspülung der Fundamente (Kolkschutz) sowie eine gute Dränung der Mauern, um Wasserdruck zu reduzieren. Die Fundamentierung unterhalb der Gewässersohle kann sehr aufwendig sein und z. B. durch einen Spundwandkasten und / oder eine Wasserhaltung erforderlich machen. Ein vorübergehender Baugrubenverbau zum Schutz der landseitigen Nutzungen kann erforderlich sein.
Uferwände werden aus Stahlspundwänden oder Bohrpfählen aus Stahlbeton hergestellt (Grundbautaschenbuch). Das eigentliche Bauverfahren ist durch den Einsatz schwerer Ramm- oder Bohrgeräte aufwendig. Dafür enthalten die Verfahren bereits die tiefe Gründung unter der Gewässersohle sowie die bauzeitliche Sicherung der angrenzenden Bauwerke und Nutzungen (Grundbautaschenbuch). Auf der Wasserseite sind Sicherungen z. B. Steinschüttungen erforderlich, um Ausspülungen im Übergang von der Wand zur Gewässersohle zu vermeiden.
Zur Vermeidung von Schäden an Gebäuden und baulichen Anlagen sind Stützbauwerke oft unvermeidbar. Aus gewässerökologischer Sicht werden sie als naturfern oder naturfremd eingestuft (Briem 2003). Im Vergleich zu Uferböschungen ergibt sich ein erheblich höherer Bauaufwand und ein höheres Unfallrisiko.